# جبهة تحرير أبيي
كانت جبهة تحرير أبيي مجموعة متمردة في السودان، نشطت في منطقة أبيي في جنوب كردفان في أوائل الثمانينيات. ظهرت الجماعة بين نقوك دينكا، رداً على الهجمات التي شنتها قبيلة المسيرية على مجتمعهم بدعم من قوات الشرطة والجيش. كانت جبهة تحرير أبيي واحدة من الجماعات المسلحة النشطة خلال هذه الفترة والتي ارتبطت بحركة 'أنيانيا 2' لمتمردي الجيش الجنوبي. قادة جبهة تحرير أبيي هم دينق ألور وشول دينق ألاك.
في حوالي عام 1984، اتصل جيش تحرير الشعب السوداني بجبهة تحرير السودان. انفصل من إثيوبيا ودمجها في الجيش الشعبي.